# Bonneil

Bonneil este o comună în departamentul Aisne din nordul Franței. În 1 ianuarie 2022 avea o populație de 376 de locuitori.